# Mas Borracho
Albums de Infectious Grooves
Groove Family Cyco
(1994)
Mas Borracho est le quatrième album d'Infectious Grooves, sorti en 2000. L'album Borracho sort initialement au Japon en 1999, avant de paraître l'année suivante en Europe sous le nom de Mas Borracho avec en bonus 5 titres de l'Ep Pneumonia . Le titre en espagnol "más borracho" signifie "plus ivre" (cependant il est écrit sans accent sur la pochette de l'album). 

## Liste des titres
- Tous les titres sont signés Mike Muir et Dean Pleasants, sauf si indiqué

| No  | Titre                           | Musique                                 | Durée |
| --- | ------------------------------- | --------------------------------------- | ----- |
| 1.  | Citizen of the Nation           | Muir, Siegel, Pleasants, Trujillo       | 4:24  |
| 2.  | Just a Lil Bit                  | Muir, Siegel, Pleasants, Trujillo       | 3:38  |
| 3.  | Lock It in the Pocket           | Muir, Siegel, Pleasants, Trujillo       | 3:36  |
| 4.  | Good for Nothing                |                                         | 4:26  |
| 5.  | Borracho                        | Muir, Siegel, Pleasants, Trujillo       | 4:06  |
| 6.  | Good Times Are out to Get You   |                                         | 3:14  |
| 7.  | Wouldn't You Like to Know       | Muir, Siegel, Pleasants, Trujillo       | 2:55  |
| 8.  | Going, Going, Gone              | Muir, Siegel, Pleasants, Trujillo       | 5:28  |
| 9.  | 21st Century Surf Odyssey       |                                         | 2:46  |
| 10. | Please Excuse This Funk Up      |                                         | 4:37  |
| 11. | Fill You Up                     |                                         | 4:50  |
| 12. | What Goes Up                    |                                         | 3:55  |
| 13. | Leave Me Alone                  | Muir, Siegel, Pleasants, Trujillo       | 7:08  |
| 14. | Su Casa Es Mi Casa (*)          | avec Suicidal Tendencies                | 4:11  |
| 15. | The Beard (*)                   | avec My Head                            | 3:41  |
| 16. | Choosin' My Own Way of Life (*) | avec No Mercy Fool!/The Suicidal Family | 2:43  |
| 17. | Rollin' in the Rain (*)         | avec Creeper                            | 4:57  |
| 18. | Strugglin (*)                   | avec Cyco Miko                          | 3:01  |

| 14. | I May Be Ugly (But I'm Feeling Fine) |  | 3:10 |

## Musiciens
- Mike Muir - chant
- Dean Pleasants - guitare
- Adam Siegel - guitare (pistes : 1 à 4, 6 à 9, 11, 13), claviers (piste : 10)
- Robert Trujillo - basse (piste : 1 à 5, 7 à 9, 11, 13)
- Josh Paul - basse (piste : 6, 10, 12)
- Herman Jackson - claviers (piste : 12)
- Brooks Wackerman - batterie (piste : 1 à 4, 6 à 13)
- Josh Freese - batterie (piste : 5)

## Production
- Mike Blum - mixage
- Brian Gardner - matriçage
- Adam Siegel - graphisme de la pochette
- Steve Siegrist - directeur artistique